# Наваро (Тексас)
Наваро (енгл. Navarro) град је у америчкој савезној држави Тексас. По попису становништва из 2010. у њему је живело 210 становника.

## Демографија
Према попису становништва из 2010. у граду је живело 210 становника, што је 19 (9,9%) становника више него 2000. године.
| Група             | 2000.       | 2010.       |
| Белци             | 178 (93,2%) | 179 (85,2%) |
| Афроамериканци    | 4 (2,1%)    | 11 (5,2%)   |
| Азијати           | 1 (0,5%)    | 4 (1,9%)    |
| Хиспаноамериканци | 4 (2,1%)    | 14 (6,7%)   |
| Укупно            | 191         | 210         |